# Comitato Olimpico del Bhutan
Il Comitato Olimpico del Bhutan (noto anche come Bhutan Olympic Committee in inglese) è un'organizzazione sportiva bhutanese, nata nel 1983 a Thimphu, Bhutan.
Rappresenta questa nazione presso il Comitato Olimpico Internazionale (CIO) dal 1983 ed ha lo scopo di curare l'organizzazione ed il potenziamento dello sport in Bhutan e, in particolare, la preparazione degli atleti bhutanesi, per consentire loro la partecipazione ai Giochi olimpici. L'associazione è, inoltre, membro del Consiglio Olimpico d'Asia.
L'attuale presidente dell'organizzazione è Kinzang Dorji, mentre la carica di segretario generale è occupata da Karma Wangchuk.